# 여하현 효자문
여하현 효자문은 대한민국 충청북도 영동군 양산면에 있다. 1997년 7월 4일 영동군의 향토유적 제50호로 지정되었다.

## 개요
여하현의 효행을 기리기 위해 1913년 마을사람들이 건립한 정문이다.